# Amor y disfunción
Amor y disfunción (título original en inglés: Social Animals) es una película estadounidense de comedia, escrita y dirigida por Theresa Bennett en su debut como directora. Es protagonizada por Noël Wells, Josh Radnor, Aya Cash, Carly Chaikin, Fortune Feimster, y Samira Wiley.
La película fue estrenada de forma limitada y a través de video on demand el 1 de junio de 2018, por Paramount Pictures.

## Reparto
- Noël Wells como Zoe.
- Josh Radnor como Paul.
- Aya Cash
- Carly Chaikin
- Fortune Feimster como Sarah-Beth.
- Samira Wiley como Lana.
- Adam Shapiro como Justin.

## Producción
En septiembre de 2016, se anunció que Noël Wells, Josh Radnor, Aya Cash, Fortune Feimster y Carly Chaikin se habían unido al reparto de la película, con Theresa Bennett dirigiendo, desde un guion que ella escribió. Ash Christian, Melodie Sick, Coleman Lannum, Mark L. Lester, producirían la película a través de Cranium Entertainment, BondIt, y Titan Global banners, respectivamente, mientras que Mason Novick, Michelle Knudsen, Jeff Sackman, Berry Meyerowitz, Matthew Helderman, Luke Dylan Taylor, Sean Patrick O’Reilly, Jon Wroblewski y Summer Finley servirían como productores ejecutivos. En octubre de 2016, Samira Wiley se unió al reparto.

### Rodaje
La fotógrafa principal comenzó en septiembre de 2016, en Austin, Texas.

## Estreno
La película se estrenó de forma limitada y a través de video on demand el 1 de junio de 2018, por Paramount Pictures.

## Recepción
Social Animals recibió reseñas mixtas a negativas de parte de la crítica y mixtas a positivas de parte de la audiencia. En la página web Rotten Tomatoes, la película obtuvo una aprobación de 43%, basada en 7 reseñas, con una calificación de 5.5/10, mientras que de parte de la audiencia tuvo una aprobación de 84%, basada en 20 votos, con una calificación de 4.4/5.
Metacritic le dio a la película una puntuación 37 de 100, basada en 4 reseñas, indicando "reseñas generalmente desfavorables". En el sitio web IMDb los usuarios le han dado una calificación de 5.4/10, sobre la base de 43 votos.